# A-IX
A-IX — серія бризантних вибухових речовин нормальної та підвищеної потужності, які складаються з гексогену, флегматизатору і алюмінієвої пудри. В інженерних боєприпасах застосовуються варіанти: A-IX-1, A-IX-2 та A-IX-20.
A-IX-1 складається з гексогену (95 %) і флегматизатору (5 %). Являє собою однорідну сипучу речовину оранжевого кольору. Не гігроскопічна. Не взаємодіє з латунню, алюмінієм, лугом. Флегматизатор складається з: церезину — 60 %, стеарину — 38,8 % і оранжевого барвнику — 1,2 %. Використовується для виготовлення проміжних детонаторів, кумулятивних зарядів, підривних шашок.
A-IX-2 складається з 76 % гексогену, 4 % флегматизатора і 20 % алюмінієвої пудри. Є однорідною сипучою негігроскопічною речовиною сірувато-сталевого кольору. Алюмінієва складова підвищує фугасну і підпалювальну дію вибухової речовини і зменшує її чутливість. Використовується для спорядження бронебійних, осколково-запалювальних снарядів, а також боєприпасів фугасної дії.
Якщо замість стандартного флегматизатора використовується оксизин — до маркування додається літера «О» (A-IX-1О, A-IX-2О), а якщо головакс — літера «Г» (A-IX-1Г, A-IX-2Г).
A-IX-20 (гекфол-5) складається з 93,5 − 95 % гексогену і 5 − 6,5 % флегматизатора (оксизин + барвник). Однорідна сипуча негігроскопічна речовина оранжевого або бузкового кольору. Токсична.
|                                              | A-IX-1    | A-IX-2      | A-IX-20     |
| -------------------------------------------- | --------- | ----------- | ----------- |
| Гексоген, %                                  | 95        | 76          | 93,5 − 95   |
| Флегматизатор, %                             | 5         | 4           | 5 − 6,5     |
| Алюміній, %                                  | —         | 20          | —           |
| Густина, г/см³                               | 1,6       | 1,65 − 1,75 | 1,62 − 1,66 |
| Температура спалахування, ºС                 | 200       | 207         | 220         |
| Температура вибуху, ºС                       |           | 5000        |             |
| Швидкість детонації, м/с                     | 8450      | 8400        | 8310        |
| Тротиловий еквівалент                        | 1,22      | 1,55        | 1,55        |
| Фугасність, см³                              | 420 − 450 |             | 430         |
| Бризантність за Гесом, мм                    | 23        |             | 4,24        |
| Чутливість до удару за стандартною пробою, % | 24        |             | 20 − 24     |
| Чутливість до тертя з піском, кгс/см²        | 1215      |             |             |
| Чутливість до тертя без піску, кгс/см²       | 3000      |             |             |
| Об'єм продуктів вибуху, м³/кг                | 0,97      | 0,75        |             |